# Always (倉木麻衣單曲)
《always》是日本歌手倉木麻衣的第九張單曲，於2001年6月6日發行。初動13萬，累積銷量22萬。

## 曲目
1. always (4:07) 
  - 读卖电视台动画《名侦探柯南》片尾曲。
  - 剧场版《名侦探柯南 往天国的倒数计时》主题曲。
2. All Night (4:38)
3. Stand Up 〜Gomi's Disco 2001 Mix〜（Radio Edit） (5:17)
4. always 〜Instrumental〜

## 銷售
| 發售日期     | 排行榜               | 最高排名 | 總銷量  | 上榜週數 |
| ------------ | -------------------- | -------- | ------- | -------- |
| 2001年6月6日 | Oricon每日單曲排行榜 |          |         |          |
| 2001年6月6日 | Oricon每週單曲排行榜 | #2       | 219,940 | 7週      |
| 2001年6月6日 | Oricon每月單曲排行榜 |          |         |          |
| 2001年6月6日 | Oricon每年單曲排行榜 | #89      |         |          |

| 电视动画《名侦探柯南》片尾曲 2001年5月14日 - 2001年8月20日               |                     |                                      |
| 前作： 仓木麻衣 《Start in my life》                                     | 仓木麻衣 《always》 | 次作： 上原杏美 《在这湛蓝的地球上》 |
| 剧场版《名侦探柯南》主题曲 名偵探柯南：往天國的倒數計時（第5部，2001年） |                     |                                      |
| 前作： 小松未步 《因为有你》                                             | 仓木麻衣 《always》 | 次作： B'z 《Everlasting》           |